# Вільгельм Райх
Вільге́льм Райх (нім. Wilhelm Reich; *24 березня 1897, Добряничі Перемишлянського району Львівської області — †3 листопада 1957, англ. Lewisburg, Пенсільванія, США) — австрійський та американський психоаналітик, представник фройдомарксизму.
Багато уваги приділяв питанням сексуальності та соціальним проблемам. У 1920-ті роки зорганізував у Відні безкоштовну психоаналітичну клініку для бідних. Автор книги «Масова психологія фашизму».
У 1930 році переїхав до Берліна, де вступив до комуністичної партії. Але швидко був виключений з партії. Після приходу до влади нацистів залишив Європу та емігрував до США.
Райх вважав, що винайшов «оргон» і серйозно займався дослідженнями «оргонової енергії». Проте, цей «винахід» не був визнаний офіційною наукою.

## У кінематографі
У 2012 році режисером Антоніном Свобода знято художній фільм «Дивна справа Вільгельма Райха» (нім. Der Fall Wilhelm Reich). Роль Райха виконав Клаус Марія Брандауер.